# Espécie bandeira

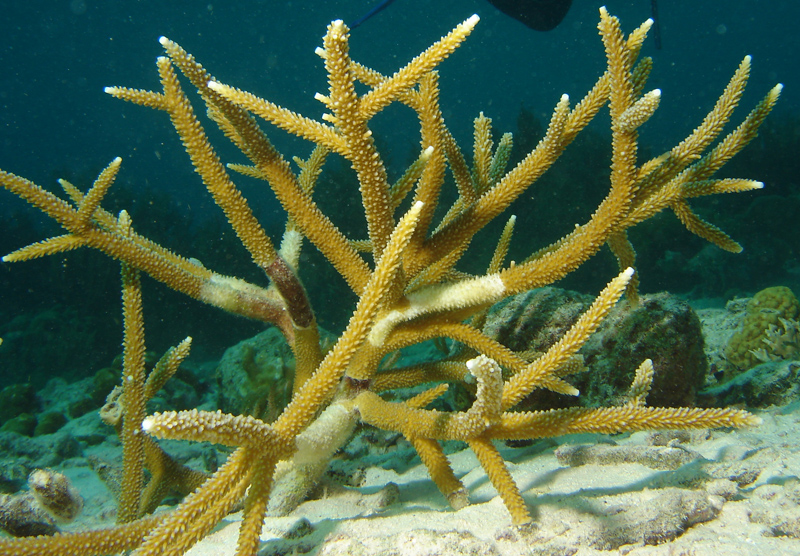
Coral Chifre-de-Veado, uma das poucas espécie bandeira invertebrada.

Uma espécie bandeira é uma espécie, geralmente um animal vertebrado, escolhida para representar uma causa ambiental, que pode ser desde a conservação da própria ou até a conservação de seu ecossistema inteiro. Essas espécies tornam-se então embaixadoras da causa, sendo consideradas ícones ou símbolos de uma determinada campanha de defesa ambiental.
As espécies são escolhidas pela sua vulnerabilidade, atratividade  e principalmente pelo seu carisma junto ao público, de forma a conseguir apoio e conhecimento de grande parte da população, engajando-a na conservação do meio ambiente.
Assim, o conceito de espécie bandeira se sustenta em que, trazendo à população devida atenção à situação de perigo de determinada espécie mais carismática,  todo seu ecossistema e demais espécies menos empáticas (mas nem por isso menos importantes ou vulneráveis) do mesmo têm mais chances de serem preservadas.

## Metodologia de escolha
A escolha da espécie bandeira não segue uma metodologia pré-estabelecida, entretanto, estudos conduzidos na Suíça demonstraram que a população leva em conta três fatores básicos para a definição de sua preferência por determinadas espécies: a aparência, o conhecimento prévio de sua existência e o conhecimento prévio sobre a sua vulnerabilidade ou importância ecológica. As espécies mais carismáticas, segundo esse estudo, são as borboletas, seguidas pelas aves e pelos grandes mamíferos.

## No Brasil

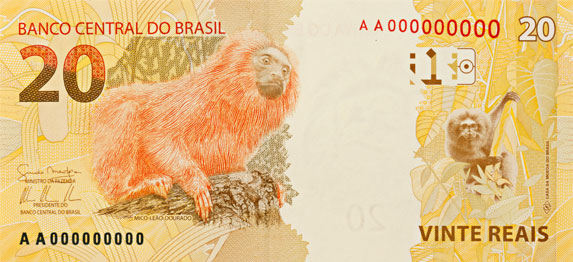
Mico-leão-dourado (Leontopithecus rosalia) representado no verso da nota de R$ 20,00 (versão 2012 - atual)

No Brasil, a principal espécie bandeira é o Mico-Leão Dourado (Leontopithecus rosalia), que representa a conservação do bioma Mata Atlântica. Também podem ser consideradas espécies bandeira a Onça-Pintada (Panthera onca), representando diversas fitofisionomias brasileiras (Mata Atlântica, Floresta Amazônica, Cerrado, Pantanal); O Lobo-Guará (Chrysocyon brachyurus), a Ema (Rhea americana) e o Tamanduá-Bandeira (Myrmecophaga tridactyla) representando o Cerrado e as Araras-Azuis (Anodorhynchus spp.), também do Cerrado e Pantanal.

## No Mundo
No mundo, diversas espécies bandeira podem ser destacadas, como o Tigre-de-Bengala (Panthera tigris tigris), da Índia; o Elefante-Africano (Loxodonta spp.) e os Gorilas (Gorilla spp.), na África Central; o Urso-Polar (Ursus maritimus), no Canadá; o Orangotango (Pongo spp.) no sudeste asiático e, principalmente, o Urso-Panda (Ailuropoda melanoleuca), da China, que devido ao seu enorme carisma foi escolhido como marca da WWF (World Wide Fund for Nature).